# Jet pack

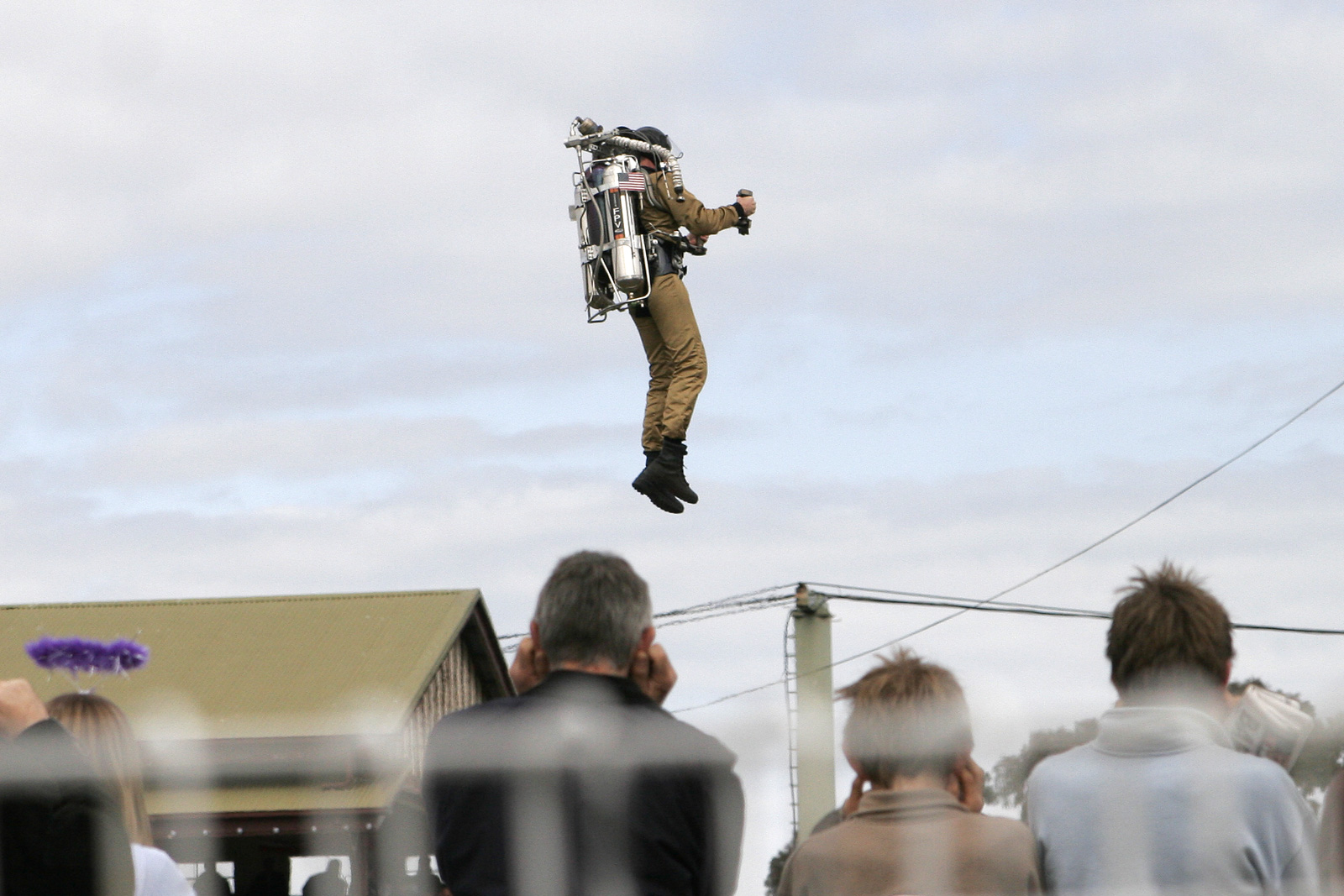
Dan Schlund vola con il suo jet pack a Melbourne, Australia (2005)

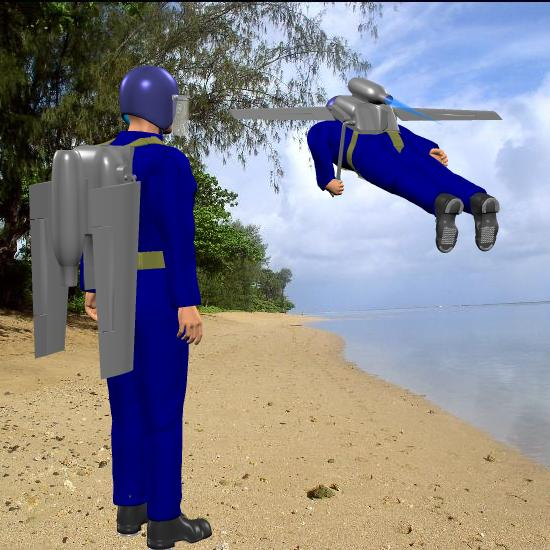
Rappresentazione artistica di un ipotetico jet pack con ali ripiegabili

Con jet pack (o rocket pack, rocket belt o nomi simili), letteralmente "zaino-jet" (o "zaino-razzo", "cintura-razzo" ecc.), si intende un dispositivo, solitamente indossato sulla schiena, che grazie a una propulsione "a getto" (a reazione), permette a una persona di volare.

## Storia
Fin dai primi anni del dopoguerra, l'esercito statunitense esplorò tecnologie del tipo rocket pack. Già nel 1949, il Redstone Arsenal fu incaricato della ricerca e dello sviluppo del Small Rocket Lift Device (SRLD). Studi del Transportation Research Command (TRECOM) portarono, nel 1959, all’affidamento del progetto alla Aerojet General, che individuò il perossido di idrogeno come propellente più adatto. Nel 1960, la Bell Aerosystems, con Wendell F. Moore come principal engineer, proseguì lo sviluppo del dispositivo. In seguito, nel 1965, la DARPA ordinò alla Bell un pacchetto a turbogetto (il Jet Flying Belt) dotato di un motore WR19 da 430 lbf, che volò per la prima volta nel 1969, dimostrando un'autonomia fino a 25 minuti e una velocità massima di 135 km/h. Nonostante i risultati, l'interesse dell'esercito per il progetto svanì alla fine degli anni sessanta.
Negli ultimi decenni, il Dipartimento della Difesa ha mostrato un rinnovato interesse militare per i dispositivi di volo individuali. La DARPA ha lanciato il programma Portable Personal Air Mobility System (PPAMS), finanziando sviluppi e prototipi attraverso il programma SBIR, con l'intento di implementare sistemi man-portable per missioni quali logistica, combattimento urbano, ricerca e soccorso e operazioni speciali. Alcune aziende sono state selezionate per la fase II del programma per costruire prototipi funzionanti. Il programma considera anche soluzioni elettriche e alternative come ali motorizzate, wingsuit e parafoil.
Tra il 2009 e il 2010, l'inventore neozelandese Glenn Neal Martin sviluppò il Martin Jetpack, un dispositivo dotato di due ventole intubate azionate da un motore a benzina da 200 hp. Presentato all'EAA AirVenture di Oshkosh nel 2008, il velivolo aveva un'autonomia di volo di 30 minuti, poteva raggiungere una quota di 2,4 km e una velocità di circa 100 km/h (60 mph). Il sistema era stato pensato principalmente per operatori di primo soccorso e non richiedeva una licenza di pilota. Il prezzo stimato oscillava tra i 75 000 e i 100 000 USD e includeva sistemi di sicurezza come un paracadute balistico e controlli di volo semplificati.
Il 30 agosto 2020, due aerei di linea in fase di avvicinamento all'aeroporto di Los Angeles segnalarono alla torre di controllo di aver quasi avuto una collisione con una persona che volava con un jet pack.

### Cintura razzo della Bell Aerosystems
Un uomo dotato di jet pack volò lungo lo stadio all'apertura dei Giochi Olimpici di Los Angeles del 1984. Il pilota, William 'Bill' Suitor, fu un dipendente della Bell Aerosystems (più tardi Bell Aerospace della Bell Aircraft) dal 1964, all'epoca diciannovenne. La "rocket belt" cintura-razzo fu sviluppata dalla Bell per l'esercito statunitense e nel contratto vi era che venisse istruito un giovane senza esperienza di volo. Accadde così che il giovane Bill Suitor, all'epoca studente di architettura, conobbe il progettista della cintura alla Bell, Wendell Moore, suo vicino di casa. Suitor venne ingaggiato dalla Bell e volò per primo con la cintura-razzo.

## Tipi
Il getto di gas, nel Bell Rocket Belt originale, il primo vero jet pack, era fornito da un razzo alimentato da perossido di idrogeno, ma è possibile usare anche un motore turbojet, una turbina, o altri tipi di razzi alimentati da combustibile solido, liquido, o gassoso compresso (usualmente azoto).
Un dispositivo simile che usa rotori o eliche è un backpack-elicottero.

### Razzi alimentati a perossido d'idrogeno
Un motore alimentato a perossido di idrogeno è basato sulla reazione di decomposizione del perossido di idrogeno. Si usa perossido di idrogeno quasi puro (90% nel Bell Rocket Belt): è un liquido incolore con una densità di 1.35 g/cm³. Il perossido di idrogeno puro è relativamente stabile, ma, a contatto con un catalizzatore (per esempio argento), si decompone in una miscela di vapore caldissimo e ossigeno in meno di 0.1 millisecondi, aumentando cinquemila volte il suo volume:
2H2O2 = 2 H2O + O2.
La reazione è esotermica e libera molto calore (circa 2500 kJ/kg), formando, in questo caso, una miscela gas-vapore a 740 °C. Anche se molto caldo, è molto più freddo di altri propellenti e questo riduce il rischio di incendi.
Questo caldissimo gas è condotto a uno o più diffusori a getto. Il grande svantaggio è la limitata quantità di carburante che può essere trasportata. Poiché il getto di vapore è ciò che fornisce la spinta, il motore ha un basso impulso specifico.

## Nella cultura di massa

Illustrazione di un eroe che indossa un jetpack sulla copertina di Amazing Stories, agosto 1928. La copertina illustra L'Allodola dello Spazio.

Il concetto degli zaini a razzo è apparso nella cultura popolare, in particolare nella fantascienza, ben prima delle effettive applicazioni tecnologiche.
Le prime apparizioni furono probabilmente nei fumetti. Nel 1928 la copertina della rivista pulp di fantascienza Amazing Stories, presentando il romanzo L'Allodola dello Spazio di E. E. Smith, mostrava un uomo che vola con uno zaino a razzo.
In un serial cinematografico statunitense del 1949, Gli uomini missili del pianeta perduto (King of The Rocket Men), fece il suo esordio il personaggio di Rocket Man, un eroe spaziale provvisto di uno zaino a razzo, che riscosse una notevole popolarità (specie tra gli adolescenti) e fu ripreso - pur cambiandone il nome - nel serial del 1952 I conquistatori della Luna (Radar Men from the Moon) e nella serie televisiva Commando Cody: Sky Marshall of the Universe del 1953, riapparendo nel film Le avventure di Rocketeer (The Rocketeer) del 1991.
È stato solo con la presentazione della vera "cintura a razzo di Bell" negli anni sessanta che il jet pack raggiunse l'immaginazione del più vasto pubblico. I voli dimostrativi di Bell negli Stati Uniti e in altre nazioni crearono un significativo entusiasmo nel pubblico. Nel 1965 un Bell Rocket Belt fu usato nella sequenza pre titoli di testa di Agente 007 - Thunderball (Operazione tuono). La più popolare apparizione "dal vero" di un jet pack è probabilmente avvenuta durante la cerimonia di apertura delle Olimpiadi di Los Angeles del 1984. Al termine di ogni spettacolo del suo Dangerous World Tour (1992), Michael Jackson abbandonava la scena volando sul pubblico con un jet pack.
Truppe d'assalto dotate di jet pack sono divenute un classico della fantascienza, per esempio le squadre assaltatrici dei vari capitoli di Space Marine dell'universo del wargame Warhammer 40.000 sono equipaggiate con il cosiddetto "reattore dorsale". Nella serie cinematografica di Guerre stellari i cacciatori di taglie Jango, Boba Fett, assieme ai clone trooper, li utilizzano frequentemente. Nel film Minority Report di Steven Spielberg le forze di polizia del XXI secolo hanno in dotazione un jet pack dotato di altre funzioni, quali per esempio le luci lampeggianti.
Nel fumetto di Dave Stevens The Rocketeer (trasposto nel film Le avventure di Rocketeer del 1991) il personaggio principale usa un jet pack a reazione governato da un timone posto sul casco.
Nel videogioco Rocket Ranger, ispirato ai film statunitensi degli anni cinquanta, il jet pack è il mezzo usato dal protagonista delle vicende.

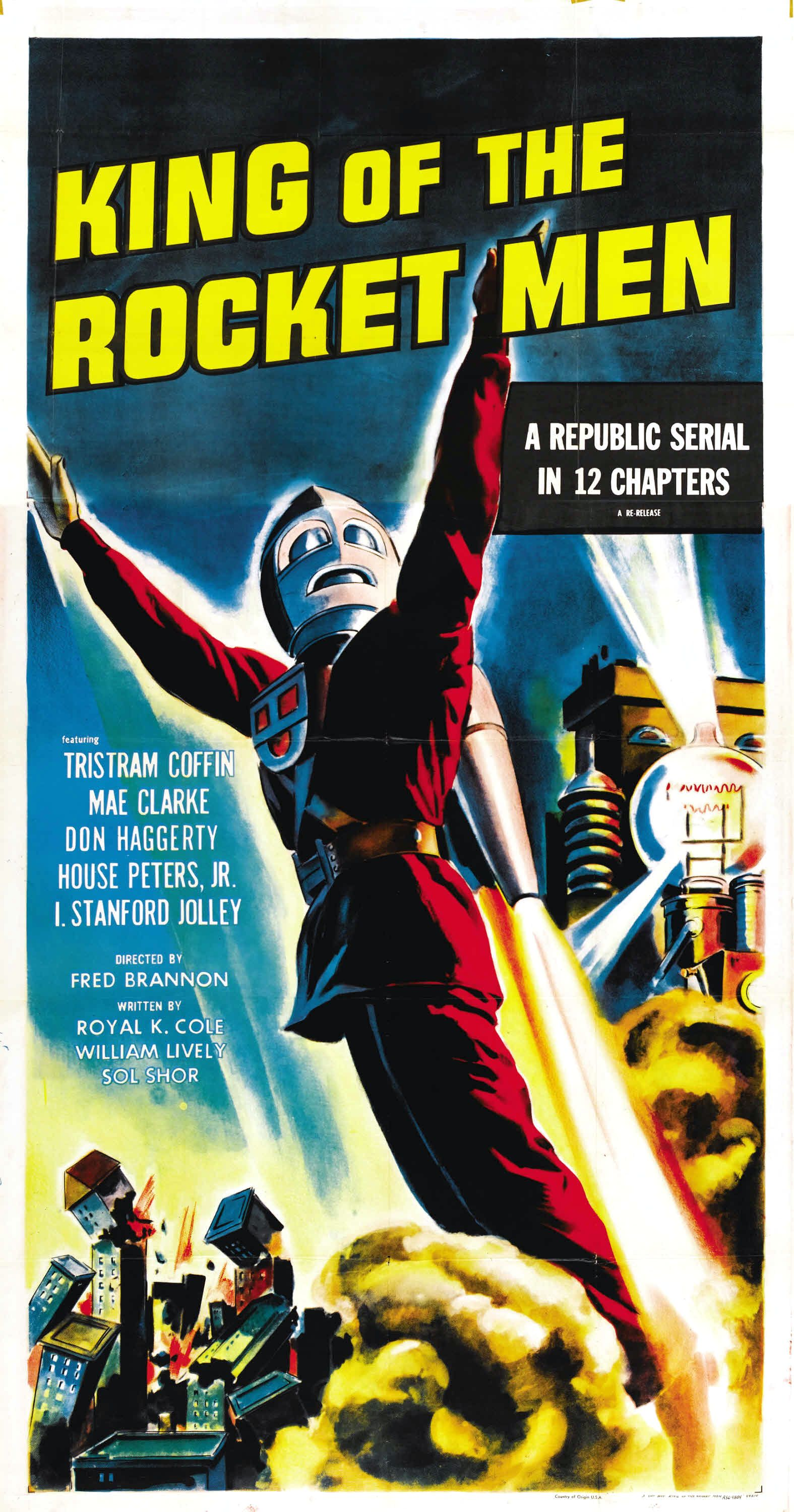
Locandina del serial cinematografico Gli uomini missili del pianeta perduto (King of The Rocket Men, 1949)
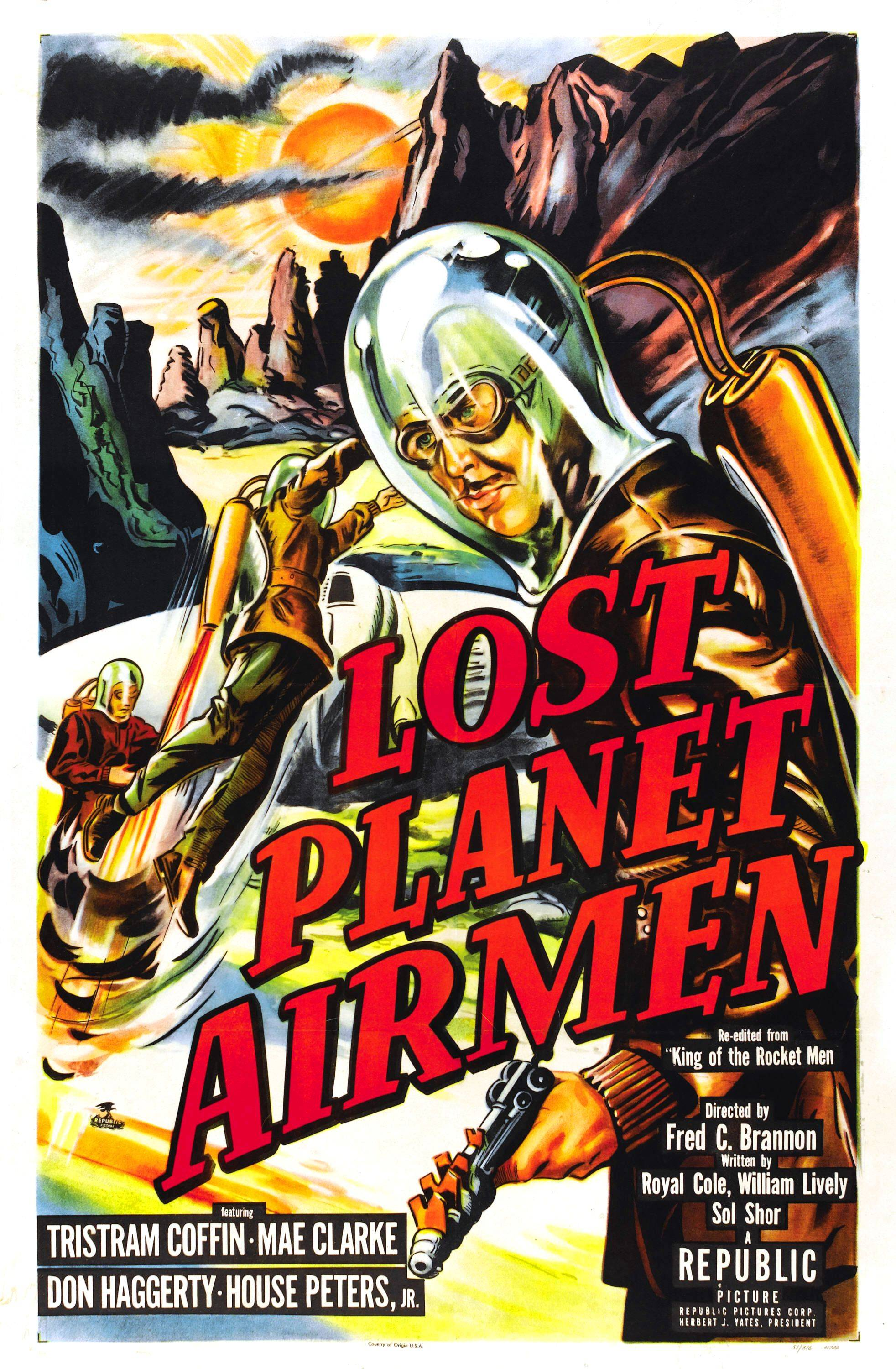
Locandina del film Lost Planet Airmen, una riedizione del 1951 di King of The Rocket Men